# Ziegler Papier
Die Ziegler Papier AG mit Sitz in Grellingen bei Basel war eine schweizerische Produzentin von holzfreien Naturpapieren und Papierspezialitäten für den graphischen Bereich und die industrielle Weiterverarbeitung. Das Familienunternehmen wird vom Ehepaar Kuttler-Frey geführt. Das Unternehmen galt als das älteste Familienunternehmen der Schweizer Papierindustrie.

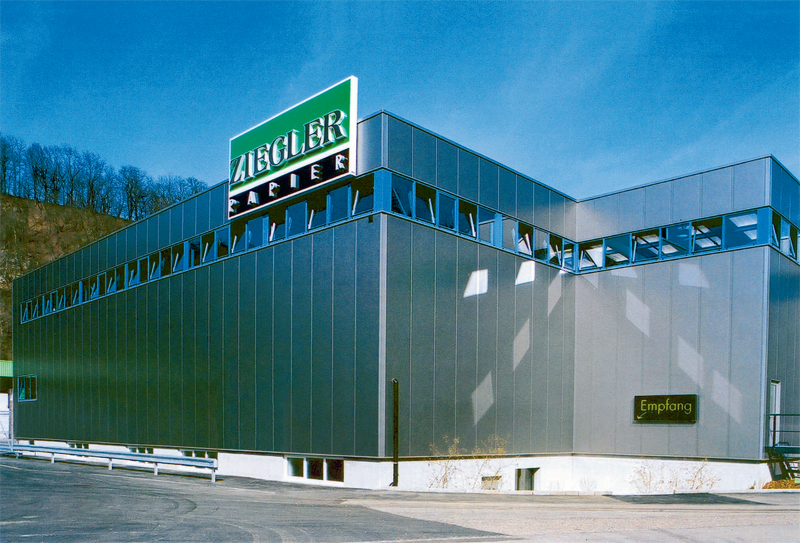
Ziegler Papier AG, Grellingen: Firmengebäude

## Geschichte
Ziegler Papier wurde 1861 von Josef Maria Ziegler-Thoma gegründet, mit Unterstützung des Grellinger Gemeindepräsidenten, Berner Grossrats und Nationalrats Niklaus Kaiser. 1923 wurde die Kommanditgesellschaft in eine Aktiengesellschaft umgewandelt, die Papierfabrik Albert Ziegler AG. 2009 erwarben Philipp und Isabel Kuttler-Frey sämtliche Aktien von der 5. Generation Ziegler. Aus Anlass des 150-Jahr-Jubiläums erschien das von René L. Frey im Verlag Neue Zürcher Zeitung herausgegebene Buch Papier und wir.
Am 12. Januar 2016 wurde die Einstellung der Produktion durch die Geschäftsleitung beschlossen und kommuniziert. Am 27. April liefen die Papiermaschinen zum letzten Mal, die Produktion in der Ausrüstung wurde Ende Mai 2016 eingestellt. Die Firma wird als Immobilienverwaltung weitergeführt.